# 荒木弘文
荒木 弘文（あらき ひろふみ、1930年 - ）は日本の経済学者。専門は経済史。経済学博士（東京大学）、筑波大学名誉教授。長野県穂高町（現安曇野市）出身。

## 経歴
- 1953年 信州大学文理学部社会科学科 卒業
- 1961年 東京大学大学院社会科学研究科 博士課程修了
- 1970年 北海道大学経済学部 教授
- 1974年 筑波大学社会科学系 教授
- 1985年 帝京大学経済学部 教授
- 1994年 筑波大学 名誉教授

## 著作
- 『生きているマルクス』(文眞)
- 『日本経済の構造と分析』(社会評論社)
- 『貨幣の謎を解く』(白順社)
- 『金融ビッグバンと抱懐する日本経済』(白順社)
- 『フォア・ビギナーズ現代資本主義』(現代書館)
- 『中国三千年の裏技』(社会評論社)

など